# Branko Mikulić
Branko Mikulić (Gornji Vakuf-Uskoplje, 10 giugno 1928 – Sarajevo, 12 aprile 1994) è stato un politico jugoslavo.

## Biografia
Dall'aprile 1982 all'aprile 1984 è stato presidente della Repubblica Socialista di Bosnia ed Erzegovina. Ha ricoperto il ruolo di secondo Membro di Presidenza della Jugoslavia per la Repubblica Socialista di Bosnia ed Erzegovina, dal maggio 1984 al maggio 1986. È poi stato Primo ministro della Repubblica Socialista Federale di Jugoslavia dal maggio 1986 al marzo 1989. 
Inoltre era stato il Primo ministro della Bosnia ed Erzegovina dal 1967 al 1969.
Ha guidato il Comitato Olimpico Internazionale in vista delle Olimpiadi invernali del 1984 svoltesi a Sarajevo.
Muore nel 1994 all'età di 65 anni.